# Ilyés Róbert (színművész)
Ilyés Róbert (Hajdúnánás, 1965. december 21. –) Jászai Mari-díjas és Aase-díjas magyar színész.

## Életpályája
1986-1990 között a Színház- és Filmművészeti Főiskola hallgatója volt, Zsámbéki Gábor osztályában. 1990–1992 között a nyíregyházi Móricz Zsigmond Színház színésze volt. 1992–1995 között a Veszprémi Petőfi Színház, majd 1995-től 1998-ig a kecskeméti Katona József Színház, 1998-tól 2007-ig a zalaegerszegi Hevesi Sándor Színház, 2007 óta a Bárka Színház, 2014-től a Budaörsi Latinovits Színház tagja.

## Színházi szerepeiből
- William Shakespeare: Julius Caesar....
- Mann: Kék angyal....Dröhmersack
- Bíró Lajos: Hotel Imperial....Anton
- Benjamin Jonson: Volpone....Sir Politicus Volna
- Nagy Ignác: Tisztújítás....Aranyos Mihály
- Zsótér Sándor: Utazás a Föld körül nyolczvan nap alatt....Flanagan
- Ödön von Horváth: Kasimir és Karoline....Speer
- Georg Büchner: Danton....Camille Desmoulins
- Szép Ernő: Patika....Balogh Kálmán
- Carlo Gozzi: A szarvaskirály....Deramo
- Gombrowicz: Esküvő....Részeg
- Thomas: Ébren álmunk erdejében....Moll Eduárd
- Szigligeti Ede: Liliomfi....Liliomfi
- William Shakespeare: Ahogy tetszik....Orlando; Jaques
- Carlo Goldoni: Terecske....Anzoletto
- Kovács Attila: Börtönmusical....Mike
- Molière: Tartuffe....Valér
- Petőfi Sándor: Tigris és Hiéna....Milutin
- Bohumil Hrabal: Bambini di Praga....Hentes; Bloudek
- John Steinbeck: Egerek és emberek....Lennie
- Kovács Attila: Gizella....Prédikátor
- William Shakespeare: Lear király....Cornwall fejedelem; Kent grófja
- Molière: Dandin György....Dandin György
- Miller: Az ügynök halála....Biff
- O’Neill: Utazás az éjszakába....ifj. James Tyrone
- William Shakespeare: Hamlet....Fortinbras
- Molnár Ferenc: Játék a kastélyban....Ádám
- Carlo Goldoni: Chioggiai csetepaté....Toffolo
- Henrik Ibsen: Peer Gynt....Peer Gynt
- Büchner: Leonce és Léna....Valerio
- Friel: Pogánytánc....Michael
- Ion Luca Caragiale: Farsang vagy amit akartok....Adóhivatali gyakornok
- Federico García Lorca: Yerma....Juan
- Bernhard: A szokás hatalma....Állatidomító
- William Shakespeare: Sok hűhó semiért....Don Pedro herceg
- Ábrahám Pál: 3:1 a szerelem javára....Károlyi Gyurka
- Turgenyev: Egy hónap falun....Mihajlo Alekszandrovics Bakityin
- Bereményi Géza: Az arany ára....Skultéti
- Friedrich Schiller: Haramiák....Ferenc
- Bertolt Brecht: Kurázsi mama és gyermekei....Szakács
- Tamási Áron: Énekes madár....Bakk Lukács
- Jean Anouilh: Eurüdike....Orpheusz
- Müller Péter: Búcsúelőadás....
- Szophoklész: Philoktétész....Odüsszeusz
- Arthur Miller: A salemi boszorkányok....John Proctor
- Carlo Goldoni: Mirandolina....Ripafratta
- Bereményi Géza: Shakespeare királynője....Essex
- Molière: Fösvény....Valer
- Büchner: Woyzeck....Woyzeck
- Friedrich Schiller: Az Orleansi szűz....Lionel
- Bereményi Géza-Rideg Sándor: Indul a bakterház....Csendőr
- Móricz Zsigmond: Úri muri....Szakhmáry Zoltán
- Lindgren: Harisnyás Pippi....Karlsson; Klang; Tanítónő; Kövér ember; Harisnyás Kapitány
- Friedrich Dürrenmatt: Az öreg hölgy látogatása....Pap
- Lázár Ervin: A kisfiú meg az oroszlánok....Barna Viktor
- Molière: Don Juan....Don Juan
- Goethe: Faust....Faust
- Madách Imre: Az ember tragédiája....Péter apostol; Harmadik udvaronc
- Szabó Magda: Régimódi történet....Jablonczay Kálmán
- Horváth Károly: Laura....Fáskerti
- Ibsen: A fiatalok szövetsége....Bratsberg
- Tasnádi István: Magyar zombi....Blondin Gáspár
- Brecht: Koldusopera....Tigris Brown; Bicska Maxi
- Miller: Pillantás a hídról....Eddie Carbone
- Spiró György: Ahogy tesszük....Barát
- Anton Pavlovics Csehov: Sirály....Dorn
- Schiller: Don Carlos....Posa márki
- Siltanen-Uotinen: Piaf Piaf....Bokszoló
- McPherson: Tengeren....James 'Sharky' Harkin
- Trier: Dogville....Jack McKay
- Esterházy Péter: Harminchárom változat Haydn-koponyára....Angyal
- Luigi Pirandello: Nem tudni, hogyan....Giorgio Vanzi
- Arisztophanész: Igazság....
- Háy János: Nehéz....Tanszékvezető
- Szabó Borbála: Párkák....Lainosz
- Hoffmann: Éjféli mesék....
- West: Szabadesés....
- Maslowska: Lángoló kerékpár....Edina
- Ödön von Horváth: Vasárnap 16:48....Nyomozó úr
- Lev Tolsztoj: Anna Karenina....Karenin
- Max Frisch: Játék az életrajzzal....Kürman
- Schiller: Ármány és szerelem....Miller
- Harold Pinter: Hazatérés....Teddy

## Díjai, elismerései
- Móricz-gyűrű (1991)
- Jászai Mari-díj (2001)
- Aase-díj (2022)[1]